# ミズラモグラ
ミズラモグラ（角髪土竜、学名：Oreoscaptor mizura）は、真無盲腸目モグラ科に属する哺乳類。
種小名のmizura は、日本古来の髪型である角髪（みずら）に由来する。

## 分布
本州の青森県から広島県にかけて分布する。日本固有種。

## 形態
頭胴長が80-106.5mm、尾長が20-26mm、後足長が13.5-15.4mm、体重が26-35.5gになる。ヒミズよりやや大きく、耳介が無い。尾は通常後足の1.5倍以上の長さがある。手は大きく発達しており、幅と長さがほぼ等しい。爪がまっすぐで強大であることも特徴である。吻上面の裸出部は、長三角形になる。体毛の色は、生息地域もしくは個体によって変異に富んでおり、灰褐色から黒色まである。

## 生態
低山帯から高山帯までの森林に生息しているが、生息数はあまり多くない。昆虫類、ミミズ類、ジムカデ類、ヒル類などを食べる。地下に広葉樹の葉を使って、径36cm前後、高さ31cm前後の巣を作る。自らもトンネルを掘るが、他のモグラが掘ったトンネルも利用することもある。

## 分類
1880年にヨーロッパモグラ属Talpaの一種として記載されたが、1948年に旧ミズラモグラ属（＝アジアモグラ属Euroscaptor）に分類された。1988年には染色体の比較からニホンモグラ属Mogeraに含める説も提唱されていた。2014年に発表されたアジア産モグラ類の分子系統解析では、本種がアジアモグラ属・ニオイモグラ属Scaptochirus・ニホンモグラ属からなる単系統群との姉妹群を形成し、旧ミズラモグラ属は側系統群という結果が得られている。2016年に大陸産アジアモグラ属との形態比較から本種と独立属とすることが提唱され、新たにミズラモグラ属Oreoscaptorが記載された。
- フジミズラモグラ Oreoscaptor mizura mizura (Günther, 1880)
- シナノミズラモグラ Oreoscaptor mizura ohtai (Imaizumi, 1955)
- ヒワミズラモグラ Oreoscaptor mizura hiwaensis (Imaizumi, 1955)

以上の3亜種に分ける説もある。一方、亜種ヒワミズラモグラを基亜種フジミズラモグラのシノニムとして2亜種とする説もある。

## 保全状態評価
LEAST CONCERN (IUCN Red List Ver. 3.1 (2001))
準絶滅危惧（NT）（環境省レッドリスト）